# Serra do Mulato
A Serra do Mulato ou Serra dos Mulatos, é um complexo montanhoso que se localiza na região central até a região norte do Paraná, confundindo-se com a Serra do Cadeado, região de estradas sinuosas e clima frio.
Sua altitude varia entre 600 e 1100 metros, podendo chegar até a 1273 metros. Os municípios desta região, como Faxinal, Ortigueira e Mauá da Serra, possuem como fonte econômica o reflorestamento, principalmente de pinus e eucalipto, além de gado e agricultura rotativa de milho, soja e trigo. Também são conhecidos como grandes produtores de mel.